# Герман (заповідне урочище)
Ге́рман — заповідне урочище місцевого значення в Маньківському районі Черкаської області.

## Опис
Заповідне урочище площею 240 га розташовано у південно-східній частині смт Маньківка і північній села Поташ на землях Маньківського лісництва.
Як об'єкт природно-заповідного фонду створено рішенням Черкаського облвиконкому від 28 квітня 1993 року № 14-21.
Це компактний лісовий масив листяних порід за участю хвойних. Основними лісовими формаціями є грабово-дубові. У цих формаціях деревостани мають двоповерхову будову: перший ярус (дуб, ясен, іноді клен і явір, другий (граб, липа, клен). Різниця у висоті цих ярусів у віці 50-70 років досягає 3-5 м. Всього зростає близько 30 видів, включаючи рідкісні (осика срібляста, сосна веймутова, модрина європейська).

## Галерея

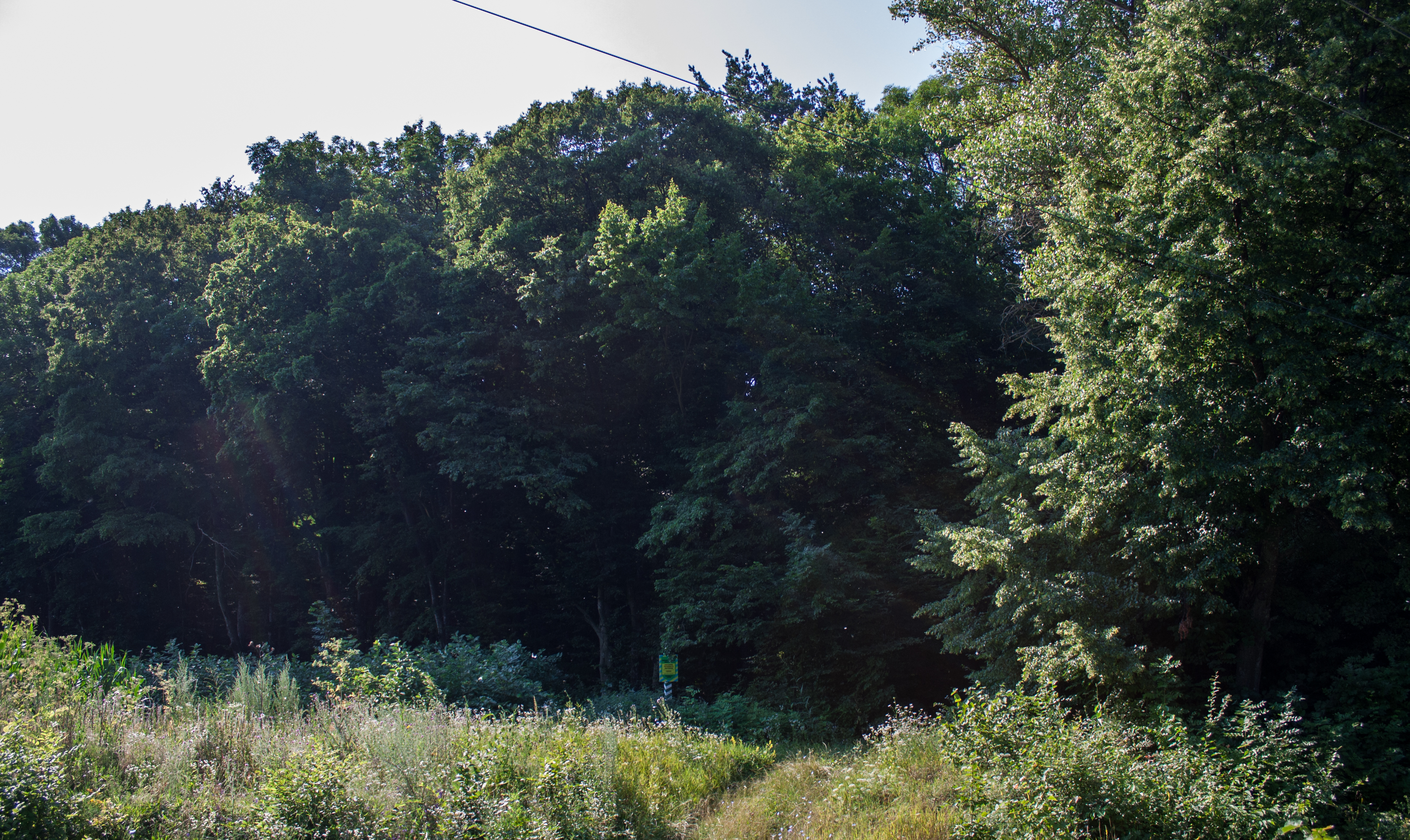
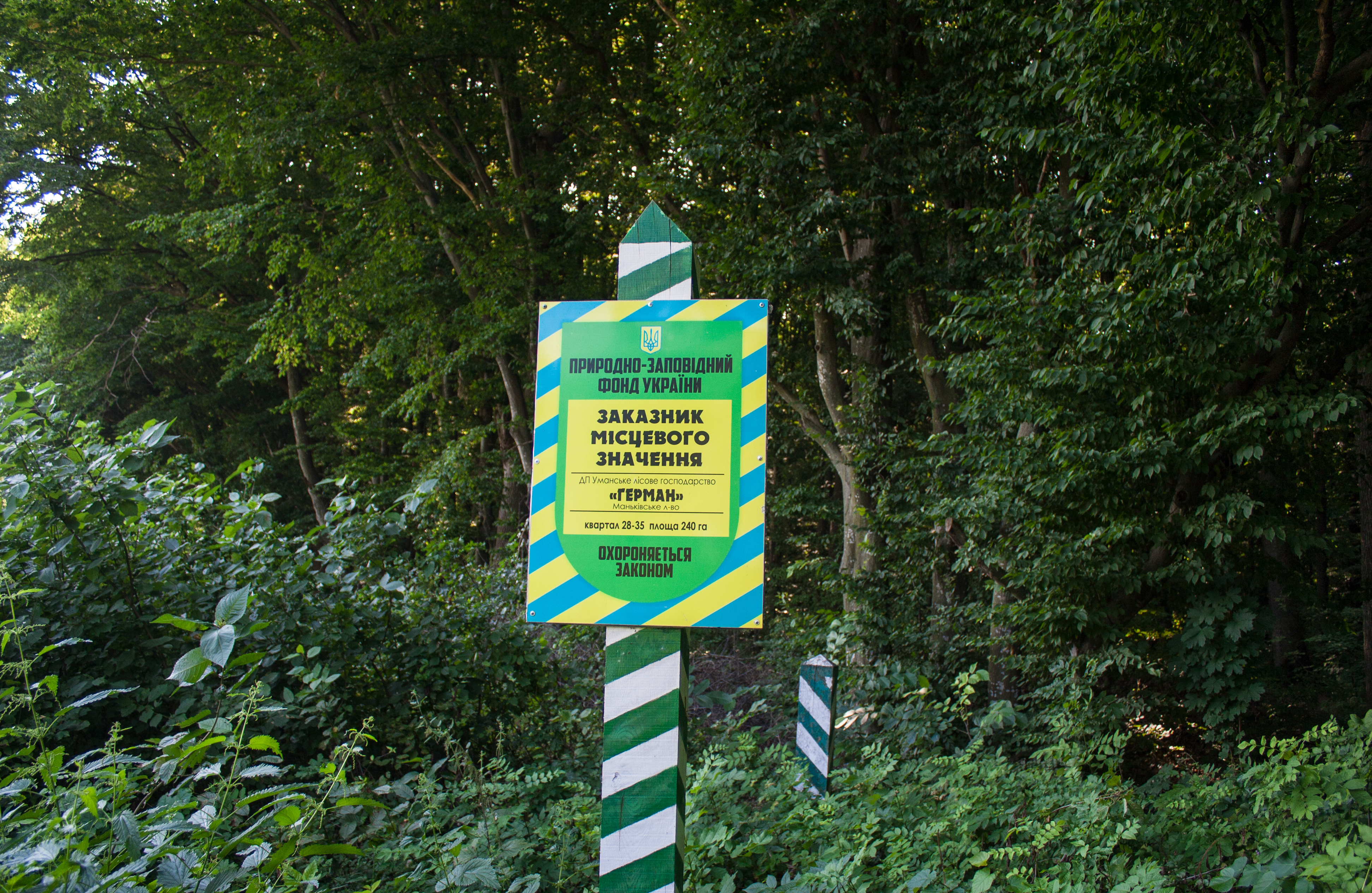